# Krata (matematyka)

Dzielniki 60 tworzą kratę.

Diagram Hassego kraty Tamriego. Warto zauważyć, iż punkty kraty tworzą wielościan, zwany angielskim terminem associahedron, co można przetłumaczyć jako „wielościan asocjacji”.

Kraty – struktury matematyczne, które można opisywać albo algebraicznie, albo w sensie częściowych porządków.

## Struktura algebraiczna
Krata w sensie algebraicznym to struktura algebraiczna {\displaystyle (A,\land ,\lor ),} gdzie {\displaystyle A} jest (niepustym) zbiorem, a {\displaystyle \land } i {\displaystyle \lor } są odwzorowaniami z {\displaystyle A\times A} w {\displaystyle A} spełniającymi dla dowolnych {\displaystyle x,y,z\in A} następujące warunki:
| 1. | {\displaystyle x\land x=x}                          | {\displaystyle x\lor x=x}                       |
| 2. | {\displaystyle (x\land y)\land z=x\land (y\land z)} | {\displaystyle (x\lor y)\lor z=x\lor (y\lor z)} |
| 3. | {\displaystyle x\land y=y\land x}                   | {\displaystyle x\lor y=y\lor x}                 |
| 4. | {\displaystyle (x\land y)\lor y=y}                  | {\displaystyle (x\lor y)\land y=y}              |

Przykładem kraty jest dowolna algebra Boole’a.
W każdej kracie spełniona jest równoważność: {\displaystyle x\lor y=y\Leftrightarrow x\land y=x.} Relacja {\displaystyle \leqslant ,} zdefiniowana za pomocą równoważności
{\displaystyle x\leqslant y\Leftrightarrow x\lor y=y}
jest częściowym porządkiem, w którym każda para {\displaystyle x,y} ma kres górny i kres dolny:

Krata permutacji zbioru czteroelementowego.

{\displaystyle \sup(x,y)=x\vee y,\quad \inf(x,y)=x\wedge y.}

### Niekonieczność aksjomatu 1
Aksjomat 1 podaje się tradycyjnie w definicji kraty, ale wynika on z aksjomatu 4:
Niech {\displaystyle X:=x\lor y.} Wtedy na mocy lewej części aksjomatu 4 otrzymujemy
{\displaystyle (X\land y)\lor y=y}
a na mocy prawej:
{\displaystyle X\land y=y}
co po podstawieniu do poprzedniego wzoru daje:
{\displaystyle y\lor y=y.}
Podobnie dowodzi się, że {\displaystyle y\land y=y.}

## Struktura porządkowa
Krata w sensie częściowych porządków to (niepusty) częściowy porządek {\displaystyle (A,\leqslant ),} w którym każda para {\displaystyle x,y} ma kres dolny {\displaystyle \inf(x,y)} i kres górny {\displaystyle \sup(x,y).}
Jeśli zdefiniujemy
{\displaystyle x\lor y:=\sup(x,y),}
{\displaystyle x\land y:=\inf(x,y),}
to dostaniemy kratę w sensie algebraicznym, w której oczywiście
{\displaystyle x\leqslant y\Leftrightarrow x\lor y=y.}

## Półkraty
Półkraty w sensie algebraicznym to dokładnie pasy przemienne, czyli półgrupy {\displaystyle (X,+)} przemienne, w których równość {\displaystyle x+x=x} zachodzi dla dowolnego {\displaystyle x\in X}. Para {\displaystyle (X,\leqslant ),} gdzie relacja {\displaystyle \leqslant } jest zdefiniowana przez
{\displaystyle x\leqslant y\Leftrightarrow x+y=y,}
nazywana jest półkratą górną (lub ∨-półkratą). Innymi słowy, jest to częściowy porządek, w którym każda para {\displaystyle x,y} ma kres górny: {\displaystyle \sup(x,y)=x+y.}
Jeśli zdefiniujemy {\displaystyle x\leqslant y\Leftrightarrow x+y=x,} to otrzymamy półkratę dolną (lub ∧-półkratę), tzn. częściowy porządek, w którym każda para (x, y) ma kres dolny.

## Podkraty
Podkratą kraty {\displaystyle (K,\vee ,\wedge )} nazywamy podzbiór {\displaystyle P\subseteq K} będący podalgebrą, tzn. dla każdego {\displaystyle x,y\in P} musimy mieć {\displaystyle x\land y,x\lor y\in P}.

## Zupełność
Za pomocą indukcji matematycznej można udowodnić, że w kracie każdy skończony i niepusty podzbiór ma kres górny i kres dolny. Własność ta prowadzi do pojęcia kraty zupełnej – nazywamy tak częściowy porządek {\displaystyle (P,\leqslant ),} w którym każdy podzbiór zbioru {\displaystyle P} ma kres górny i kres dolny; w szczególności, każda krata zupełna ma najmniejszy i największy element.

## Rozdzielność
Krata jest rozdzielna (dystrybutywna), gdy dla każdego {\displaystyle x,y,z{:}}
{\displaystyle (x\land y)\lor z=(x\lor z)\land (y\lor z),}
{\displaystyle (x\lor y)\land z=(x\land z)\lor (y\land z).}
Można udowodnić, że w każdej kracie spełnione są nierówności
{\displaystyle (x\land y)\lor z\leqslant (x\lor z)\land (y\lor z)} oraz {\displaystyle (x\lor y)\land z\geqslant (x\land z)\lor (y\land z),}
jeśli pierwsze prawo rozdzielności
{\displaystyle (x\land y)\lor z=(x\lor z)\land (y\lor z)}
jest spełnione dla dowolnych {\displaystyle x,y,z,} to musi też zachodzić również drugie prawo rozdzielności.

### Reprezentacja krat rozdzielnych
Dla każdego zbioru {\displaystyle X,} zbiór potęgowy {\displaystyle P(X)} (uporządkowany przez inkluzję {\displaystyle \subseteq }) jest kratą rozdzielną. Podkrata kraty rozdzielnej jest zawsze sama rozdzielna, więc każda podkrata zbioru potęgowego jest też kratą rozdzielną.
Twierdzenie Birkhoffa-Stone'a o reprezentacji krat rozdzielnych mówi, że każda krata rozdzielna ma tę postać:

Każda krata rozdzielna jest izomorficzna z pewną podkratą kraty {\displaystyle P(X)} (dla pewnego zbioru {\displaystyle X}).

## Przykłady
- Kratami są wszystkie zbiory uporządkowane liniowo oraz relacją inkluzji na każdym zbiorze potęgowym.
- „Pięciokąt” lub krata {\displaystyle N_{5}} to krata pięciu elementów {\displaystyle a,b,c,d,e,} spełniających relacje

{\displaystyle c\leqslant x\leqslant a} dla każdego {\displaystyle x}
{\displaystyle d\land b=e\land b=c}
{\displaystyle d\lor b=e\lor b=a}
- „Diament” lub krata {\displaystyle M_{3}} to krata pięciu elementów {\displaystyle a,b,c,d,e,} spełniających relacje

{\displaystyle c\leqslant x\leqslant a} dla każdego {\displaystyle x}
{\displaystyle x\land y=c} dla każdych {\displaystyle x\neq y} w zbiorze {\displaystyle \{b,d,e\}}
{\displaystyle x\lor y=a} dla każdych {\displaystyle x\neq y} w zbiorze {\displaystyle \{b,d,e\}}
Pięciokąt i diament są kratami nierozdzielnymi, więc każda krata zawierająca pięciokąt albo diament jako podkratę musi być też nierozdzielna. Odwrotnie: w każdą kratę nierozdzielną można zanurzyć albo diament albo pięciokąt (lub obydwa) jako podkratę.
- Rozważmy zbiór liczb całkowitych dodatnich wraz z operacjami NWD i NWW. Jeżeli zinterpretować NWD jako {\displaystyle \land ,} a NWW jako {\displaystyle \lor ,} z własności obu operacji wynika, że spełnione są aksjomaty kraty. Z własności NWW i NWD wynika również, że jest to krata rozdzielna. Relacją {\displaystyle \leqslant } w tej kracie jest podzielność: {\displaystyle x\leqslant y} wtedy i tylko wtedy, gdy liczba {\displaystyle x} jest dzielnikiem liczby {\displaystyle y.} Przykładem jej podkraty jest podkrata liczb parzystych.
- Rozważmy zbiór wszystkich uporządkowanych par liczb całkowitych {\displaystyle \mathbb {Z} ^{2}} wraz z relacją {\displaystyle \leqslant } określoną następująco:
{\displaystyle (x_{1},y_{1})\leqslant (x_{2},y_{2})\Leftrightarrow x_{1}\leqslant x_{2}{\text{ i }}y_{1}\leqslant y_{2}.}
Relacja ta jest częściowym porządkiem i jeśli zdefiniujemy
{\displaystyle \inf((x_{1},y_{1}),(x_{2},y_{2})):=(\min(x_{1},x_{2}),\min(y_{1},y_{2}))}
oraz
{\displaystyle \sup((x_{1},y_{1}),(x_{2},y_{2})):=(\max(x_{1},x_{2}),\max(y_{1},y_{2})),}
to otrzymamy kratę. Na przykład
{\displaystyle \inf((-2,3),(1,2)):=(-2,2)}
oraz
{\displaystyle \sup((-2,3),(1,2)):=(1,3).}
Krata ta ma wiele podkrat, jedną z nich jest choćby podkrata złożona z wszystkich par o drugiej współrzędnej parzystej.

## Reprezentacja
Dla każdego zbioru {\displaystyle A} definiujemy {\displaystyle \operatorname {Eq} (A)=\{\rho \subseteq A\times A:\rho } jest relacją równoważności {\displaystyle \}.} Wówczas {\displaystyle \operatorname {Eq} (A),} uporządkowany przez relację {\displaystyle \subseteq ,} jest kratą zupełną.
Można udowodnić, że każda krata jest izomorficzna z podkratą kraty {\displaystyle \operatorname {Eq} (A)} (dla pewnego zbioru {\displaystyle A}).